# Истамгулово
Истамгу́лово (баш. Ыҫтамғол) — деревня в Учалинском районе Республики Башкортостан Российской Федерации. Входит в состав Уральского сельсовета.

## География

### Географическое положение
Расстояние до:
- районного центра (Учалы): 45 км,
- центра сельсовета (Уральск): 3 км,
- ближайшей жедезнодорожной станции (Учалы): 52 км.

## Население
| 2002 | 2009 | 2010 |
| ---- | ---- | ---- |
| 318  | ↗340 | ↘278 |

Национальный состав
Согласно переписи 2002 года, преобладающая национальность — башкиры (99 %).